# Ihlas Bebou
Ihlas Bebou (Sokodé, 23 aprile 1994) è un calciatore togolese, attaccante dell'Hoffenheim e della nazionale togolese.

## Carriera

### Club
Ha giocato 44 partite nella seconda divisione tedesca col Fortuna Düsseldorf. Attualmente gioca nell'Hoffenheim.

### Nazionale
Nel 2016 ha esordito nella nazionale togolese, con la quale nel 2017 ha anche partecipato alla Coppa d'Africa.

## Statistiche

### Cronologia presenze e reti in nazionale
| Cronologia completa delle presenze e delle reti in nazionale ― Togo | Cronologia completa delle presenze e delle reti in nazionale ― Togo | Cronologia completa delle presenze e delle reti in nazionale ― Togo | Cronologia completa delle presenze e delle reti in nazionale ― Togo | Cronologia completa delle presenze e delle reti in nazionale ― Togo | Cronologia completa delle presenze e delle reti in nazionale ― Togo | Cronologia completa delle presenze e delle reti in nazionale ― Togo | Cronologia completa delle presenze e delle reti in nazionale ― Togo |
| Data                                                                | Città                                                               | In casa                                                             | Risultato                                                           | Ospiti                                                              | Competizione                                                        | Reti                                                                | Note                                                                |
| ------------------------------------------------------------------- | ------------------------------------------------------------------- | ------------------------------------------------------------------- | ------------------------------------------------------------------- | ------------------------------------------------------------------- | ------------------------------------------------------------------- | ------------------------------------------------------------------- | ------------------------------------------------------------------- |
| 4-9-2016                                                            | Lomé                                                                | Togo                                                                | 5 – 0                                                               | Gibuti                                                              | Qual. Coppa d'Africa 2017                                           | -                                                                   | 75’                                                                 |
| 4-10-2016                                                           | Lomé                                                                | Togo                                                                | 1 – 0                                                               | Uganda                                                              | Amichevole                                                          | -                                                                   |                                                                     |
| 9-10-2016                                                           | Lomé                                                                | Togo                                                                | 2 – 0                                                               | Mozambico                                                           | Amichevole                                                          | -                                                                   | 27’                                                                 |
| 11-11-2016                                                          | Tunisi                                                              | Comore                                                              | 2 – 2                                                               | Togo                                                                | Amichevole                                                          | -                                                                   | 76’                                                                 |
| 15-11-2016                                                          | Marrakech                                                           | Marocco                                                             | 2 – 1                                                               | Togo                                                                | Amichevole                                                          | -                                                                   | 86’                                                                 |
| 16-1-2017                                                           | Oyem                                                                | Costa d'Avorio                                                      | 0 – 0                                                               | Togo                                                                | Coppa d'Africa 2017 - 1º turno                                      | -                                                                   |                                                                     |
| 20-1-2017                                                           | Oyem                                                                | Marocco                                                             | 3 – 1                                                               | Togo                                                                | Coppa d'Africa 2017 - 1º turno                                      | -                                                                   |                                                                     |
| 24-1-2017                                                           | Libreville                                                          | Togo                                                                | 1 – 3                                                               | RD del Congo                                                        | Coppa d'Africa 2017 - 1º turno                                      | -                                                                   |                                                                     |
| 24-3-2017                                                           | Alessandria d'Egitto                                                | Libia                                                               | 0 – 0                                                               | Togo                                                                | Amichevole                                                          | -                                                                   |                                                                     |
| 28-3-2017                                                           | Alessandria d'Egitto                                                | Egitto                                                              | 3 – 0                                                               | Togo                                                                | Amichevole                                                          | -                                                                   | 82’                                                                 |
| 1-6-2017                                                            | Chambly                                                             | Nigeria                                                             | 3 – 0                                                               | Togo                                                                | Amichevole                                                          | -                                                                   |                                                                     |
| 4-6-2017                                                            | Marsiglia                                                           | Togo                                                                | 2 – 0                                                               | Comore                                                              | Amichevole                                                          | -                                                                   | 45’                                                                 |
| 11-6-2017                                                           | Blida                                                               | Algeria                                                             | 1 – 0                                                               | Togo                                                                | Qual. Coppa d'Africa 2019                                           | -                                                                   |                                                                     |
| 5-10-2017                                                           | Teheran                                                             | Iran                                                                | 2 – 0                                                               | Togo                                                                | Amichevole                                                          | -                                                                   | 66’                                                                 |
| 21-3-2018                                                           | Chambly                                                             | Togo                                                                | 0 – 0                                                               | Madagascar                                                          | Amichevole                                                          | -                                                                   |                                                                     |
| 24-3-2018                                                           | Beauvais                                                            | Togo                                                                | 2 – 2                                                               | Costa d'Avorio                                                      | Amichevole                                                          | -                                                                   |                                                                     |
| 9-11-2018                                                           | Lomé                                                                | Togo                                                                | 0 – 0                                                               | Benin                                                               | Qual. Coppa d'Africa 2019                                           | -                                                                   |                                                                     |
| 6-9-2019                                                            | Moroni                                                              | Comore                                                              | 1 – 1                                                               | Togo                                                                | Qual. Mondiali 2022                                                 | -                                                                   |                                                                     |
| 10-9-2019                                                           | Lomé                                                                | Togo                                                                | 2 – 0                                                               | Comore                                                              | Qual. Mondiali 2022                                                 | -                                                                   | 45’                                                                 |
| 10-10-2019                                                          | Fos-sur-Mer                                                         | Capo Verde                                                          | 2 – 1                                                               | Togo                                                                | Amichevole                                                          | 1                                                                   | 45’                                                                 |
| 13-10-2019                                                          | Salon-de-Provence                                                   | Togo                                                                | 1 – 1                                                               | Guinea Equatoriale                                                  | Amichevole                                                          | -                                                                   |                                                                     |
| 12-10-2020                                                          | Tunisi                                                              | Togo                                                                | 1 – 1                                                               | Sudan                                                               | Amichevole                                                          | -                                                                   |                                                                     |
| 14-11-2020                                                          | Il Cairo                                                            | Egitto                                                              | 1 – 0                                                               | Togo                                                                | Qual. Coppa d'Africa 2021                                           | -                                                                   | 88’                                                                 |
| 17-11-2020                                                          | Lomé                                                                | Togo                                                                | 1 – 3                                                               | Egitto                                                              | Qual. Coppa d'Africa 2021                                           | -                                                                   | 47’                                                                 |
| 25-3-2021                                                           | Moroni                                                              | Comore                                                              | 0 – 0                                                               | Togo                                                                | Qual. Coppa d'Africa 2021                                           | -                                                                   |                                                                     |
| 29-3-2021                                                           | Lomé                                                                | Togo                                                                | 1 – 2                                                               | Kenya                                                               | Qual. Coppa d'Africa 2021                                           | -                                                                   | 72’                                                                 |
| 5-6-2021                                                            | Antalya                                                             | Guinea                                                              | 0 – 2                                                               | Togo                                                                | Amichevole                                                          | -                                                                   |                                                                     |
| 9-10-2021                                                           | Lomé                                                                | Togo                                                                | 1 – 1                                                               | Rep. del Congo                                                      | Qual. Mondiali 2022                                                 | -                                                                   |                                                                     |
| 11-11-2021                                                          | Lomé                                                                | Togo                                                                | 1 – 1                                                               | Senegal                                                             | Qual. Mondiali 2022                                                 | -                                                                   | 66’                                                                 |
| 15-11-2021                                                          | Soweto                                                              | Namibia                                                             | 0 – 1                                                               | Togo                                                                | Qual. Mondiali 2022                                                 | -                                                                   | 90’                                                                 |
| 24-3-2023                                                           | Marrakech                                                           | Burkina Faso                                                        | 1 – 0                                                               | Togo                                                                | Qual. Coppa d'Africa 2023                                           | -                                                                   |                                                                     |
| 28-3-2023                                                           | Lomé                                                                | Togo                                                                | 1 – 1                                                               | Burkina Faso                                                        | Qual. Coppa d'Africa 2023                                           | -                                                                   | 75’                                                                 |
| 18-6-2023                                                           | Nelspruit                                                           | eSwatini                                                            | 0 – 2                                                               | Togo                                                                | Qual. Coppa d'Africa 2023                                           | -                                                                   |                                                                     |
| 10-9-2023                                                           | Lomé                                                                | Togo                                                                | 3 – 2                                                               | Capo Verde                                                          | Qual. Coppa d'Africa 2023                                           | -                                                                   |                                                                     |
| 16-11-2023                                                          | Bengasi                                                             | Sudan                                                               | 1 – 1                                                               | Togo                                                                | Qual. Mondiali 2026                                                 | -                                                                   | 90+3’                                                               |
| 21-11-2023                                                          | Lomé                                                                | Togo                                                                | 0 – 0                                                               | Senegal                                                             | Qual. Mondiali 2026                                                 | -                                                                   | 63’                                                                 |
| Totale                                                              |                                                                     | Presenze                                                            | 36                                                                  |                                                                     | Reti                                                                | 1                                                                   |                                                                     |